# Hacıqaib
Hacıqaib är en ort i Azerbajdzjan.   Den ligger i distriktet Quba Rayonu, i den nordöstra delen av landet, 160 km nordväst om huvudstaden Baku. Hacıqaib ligger 288 meter över havet och antalet invånare är 1 310.
Terrängen runt Hacıqaib är lite kuperad. Runt Hacıqaib är det ganska tätbefolkat, med 65 invånare per kvadratkilometer.. Närmaste större samhälle är Xaçmaz, 13,1 km öster om Hacıqaib.
Trakten runt Hacıqaib består till största delen av jordbruksmark.